# Relaciones España-Uganda
Las relaciones España-Uganda son las relaciones bilaterales entre el Reino de España y la República de Uganda. Uganda no tiene una embajada en Madrid pero su embajada en París, Francia está acreditada para España, sí cuenta con un consulado en Barcelona. España tampoco tiene una embajada en Uganda pero su embajada en Nairobi, Kenia está acreditada para Uganda, pero cuenta con un consulado honorario en Kampala.

## Relaciones diplomáticas
España mantiene relaciones diplomáticas con Uganda desde el 13 de septiembre de 1969. Las relaciones bilaterales son cordiales, pero no muy intensas.

## Relaciones económicas
Las relaciones comerciales bilaterales de España con la principal área de integración económica y comercial en el este de África, la EAC, no son muy significativas si se comparan con las cifras de intercambios que tiene España con otras zonas de integración regional, especialmente en el continente americano. En cuanto a la balanza comercial con Uganda, las exportaciones a Uganda han alcanzado los 16,3 M€ en 2015 (aumento del 66% interanual) y las importaciones españolas se sitúan en 2015 en 34,7M€ (aumento interanual del 3,72%).
Las principales exportaciones desde España a Uganda en 2015 han sido: manufacturas de fundición de hierro y acero (14,8%); aparatos y materiales eléctricos (12,2%); productos cerámicos (11,7%); aparatos ópticos (10%); preparaciones alimenticias (9,3%); papel y cartón (8,8%); y máquinas y aparatos mecánicos (8,1%). Y en el mismo periodo, las importaciones se concentraron en los siguientes capítulos: café, té y especias (57,8%); cacao y sus preparaciones (19,5%); y pescados y crustáceos (19,5%).

## Cooperación
Uganda no está incluido en el IV Plan Director de la Cooperación 2013-2016, ni lo ha estado en los anteriores. Sin embargo ha recibido ayudas por parte de la cooperación española a través de la cooperación descentralizada y las ONGD, así como a través de la cooperación multilateral. Según los últimos datos disponibles (2010), la contribución de Ayuda Oficial al Desarrollo de España en Uganda ascendió a algo más de 22 millones de euros ese año.
Por otra parte, existen dos Acuerdos de Conversión de Deuda firmados en 2007 y 2008, que afectaron a un total de 40 M USD. El 60% se canceló y el 40% se ha depositado en un fondo gestionado bilateralmente con el Ministerio de Finanzas y con el que se financian proyectos en Uganda.